# ジェーナス (駆逐艦・2代)
ジェーナス (HMS Janus, F53/G53) は、イギリス海軍の駆逐艦。J級。艦名はローマ神話の神であるヤーヌスの英語読みである。「ジェーナス」の名を持つ艦としては6代目。艦名について日本では「ジェイナス」、「ジャヌス」、「ジャナス」などの表記もある。

## 艦歴
「ジェーナス」は1936年度建艦計画に基づき1937年3月25日にスワン・ハンター・アンド・ウィガム・リチャードソンに発注され、1937年9月29日に起工、1938年11月10日に進水し1939年8月5日に初代艦長ジョン・アンソニー・ウィリアム・トットヒル（John Anthony William Tothill）少佐の指揮の下就役した。

### 北海
就役後はフィリップ・ジョン・マック大佐率いる旗艦「ジャーヴィス」以下J級駆逐艦からなる本国艦隊第7駆逐艦戦隊（7th Destroyer Flotilla）に配属され、1939年9月に第二次世界大戦が勃発した後は戦隊の僚艦と共に北海で活動した。9月6日にはドイツから引き揚げるイギリスの外交官らを乗せた客船「バタヴィア」（Batavia）を護衛している。
1940年2月2日に「ジャッカル」と衝突事故を起こしたスウェーデン船「ストルフォルス」（Storfors）の乗員を救助した。3月19日、「ジャーヴィス」と「ジャヴェリン」と共にイミンガムからロサイスへ向かっていた際に、「ジャーヴィス」がスウェーデン船「トーア」(Tor)と衝突事故を起こし大破したため救援活動を実施している。
1940年4月になると、「ジェーナス」はノルウェーの戦いに派遣された。4月17日、「ジェーナス」はドイツ軍に制圧された飛行場の砲撃に向かった重巡洋艦「サフォーク」を護衛した（ダック作戦）が、「サフォーク」は空襲で大破したため撤退する「サフォーク」の援護を行った。4月30日、スループ「ビターン」が空襲を受け炎上したため、生存者を救助後に「ビターン」を雷撃処分している。
5月初めにナムソスからの撤退作戦に従事した後、「ジェーナス」はベルギー、オランダ沿岸部に派遣され現地のイギリス陸軍部隊の支援や撤退を行った。北海での活動期間で「ジェーナス」は合わせて20以上の船団を護衛した。

### 地中海
旗艦を務める嚮導艦である「ジャーヴィス」は衝突事故による損傷の修理中であったため、マック大佐は旗艦を一時的に「ジェーナス」に移し、1940年5月中旬に地中海艦隊第14駆逐艦戦隊（14th Destroyer Flotilla）の指揮下に入るため地中海へ移動した。「ジェーナス」のペナントナンバーはこの頃にG53へ変更されている。地中海に到着後は、主に船団護衛や地上のイタリア軍部隊への砲撃に従事した。
1940年7月に「ジェーナス」はカラブリア沖海戦に参加、さらに11月11日にはタラント空襲（ジャッジメント作戦）を行う空母「イラストリアス」らを護衛している。12月にはマルタ島への船団護衛やアルバニアのヴロラ砲撃を行うMC2作戦とMC3作戦の護衛に参加。作戦中の12月22日に触雷のため損傷した駆逐艦「ハイペリオン」を雷撃処分している。
1941年1月、「ジェーナス」はマルタ島への輸送作戦MC4作戦（エクセス作戦）に護衛として参加、さらに作戦中に空襲で損傷した「イラストリアス」をアレキサンドリアまで護衛した。3月に「ジャーヴィス」ら僚艦とマタパン岬沖海戦に参加、4月21日にはトリポリを砲撃する戦艦「ウォースパイト」、「バーラム」、「ヴァリアント」、軽巡洋艦「グロスター」を護衛した。
4月16日、タリゴ船団の戦いにおいて「ジェーナス」は僚艦と共にイタリアの輸送船団を攻撃。輸送船5隻を護衛の駆逐艦3隻もろとも全滅させる功績をあげた。4月28日には哨戒中に発見したイタリアの武装商船「エグレオ」（Egreo）を沈めている。
5月9日、「ジェーナス」は大規模な輸送作戦であるMD.4作戦（タイガー作戦）の護衛に参加。その後クレタ島の戦いに派遣された「ジェーナス」は、5月21日にイタリア海軍の水雷艇「ルポ」に護衛された兵員輸送船団を発見して攻撃、「ルポ」を損傷させ小型船10隻を沈めた。
6月、ヴィシー政権を支持していたフランス委任統治領シリアとレバノンにオーストラリア軍を中心とする英連邦軍が侵攻した（シリア・レバノン戦役）ため、「ジェーナス」は支援砲撃やヴィシー側艦艇への警戒に向かった。しかし6月9日、「ジャッカル」、「ホットスパー」と共にフランス海軍の大型駆逐艦「ヴァルミ」及び「ゲパール」と交戦した「ジェーナス」は3発の命中弾を受け、ボイラー室や艦橋に大きな損傷を負う。「ジェーナス」はこの戦闘で死者13名・負傷者13名を出した。
「ジェーナス」は1941年8月から1942年2月まで、南アフリカ連邦のサイモンズタウンで修理を行った。この間、「ジェーナス」は1941年11月にウォーシップ・ウィークのキャンペーンに参加している。
修理完了後は再び地中海東部で船団護衛に従事した。4月15日、「ジェーナス」はギリシャ海軍の駆逐艦「ヴァシリッサ・オルガ」と共にトブルクへ向かう輸送船を護衛中にイタリア空軍のCa.135雷撃機2機に雷撃された。しかし幸運にも、2本の魚雷は「ジェーナス」の艦底を通過していったため無事であった。「ジェーナス」は以降も護衛や対潜哨戒任務を継続したが、6月4日に触雷によって再び大きな損害を出した。「ジェーナス」はスエズで一時的な修理の後、喜望峰経由でイギリス本国へ帰国し1943年7月まで本格的な修理を行った。

### 北極海
修理完了後はスカパ・フローで本国艦隊第10駆逐艦戦隊（10th Destroyer Flotilla）に加わり、10月14日にはスピッツベルゲン島の守備隊へ補給を行うギアボックスIII作戦に戦艦「アンソン」やカナダ海軍の駆逐艦「ハイダ」、「イロコイ」などと共に参加している。

### 地中海
1943年12月に「ジェーナス」は再び地中海で第14駆逐艦戦隊に配属されることになり、デヴォンポート海軍基地でHF/DF搭載などの改装を受けた。その後地中海へ移動した「ジェーナス」は12月26日に戦隊へ編入され、翌日には旗艦「ジャーヴィス」と共にブリンディジへ向かった。
年が明けた1944年1月上旬、「ジェーナス」は「ジャーヴィス」と共にアドリア海沿岸のイタリア各地を砲撃し、敵の陣地や鉄道を破壊したほかスクーナー3隻を沈めた。さらにイタリア西部のナポリへ移動し、1月18日には「ジャーヴィス」、軽巡洋艦「オライオン」、駆逐艦「フォークナー」、「ラフォーレイ」と共にガエータを砲撃している。

### 最期
1月22日にアンツィオの戦い（シングル作戦）が始まると、「ジェーナス」もアンツィオへの上陸援護に参加した。「ジェーナス」と「ジャーヴィス」の2隻は22日・23日の二日間で500発以上の主砲弾を敵陣地に向けて発射し、地上部隊の前進を助けた。
翌23日の午後、アンツィオ橋頭堡の沖合で警戒活動を行っていた「ジェーナス」と「ジャーヴィス」は、ヨアヒム・ヘルビッヒ中佐指揮下のドイツ空軍LG 1/第1（教導）飛行隊による空襲に見舞われた。両艦はDo 217から発射された対艦ミサイルHs293による攻撃を受け被弾し、第2弾薬庫が誘爆した「ジェーナス」は大爆発を起こし沈没した。一方の「ジャーヴィス」も艦首を吹き飛ばされたが、死傷者はなく自力でナポリまで後退できた。
「ジェーナス」の生存者94名が「ジャーヴィス」と「ラフォーレイ」、曳船「ウィーゼル」（HMT Weasel）に救助されたが、艦長ウィリアム・ブラバゾン・ロバート・モリソン（William Brabazon Robert Morrison）少佐を含む158名が戦死した。
現在、「ジェーナス」の紋章（バッジ）が南アフリカ共和国サイモンズタウンにあるセルボーン乾ドックの壁に描かれている
。

## 栄典
- 「ジェーナス」は生涯で10個の戦闘名誉章(Battle Honour)を受章した。

Atlantic 1939・Norway 1940・Calabria 1940・Libya 1940・Meditrranean 1940-44・Matapan 1941・Sfax 1941・Malta Convoys 1941・Adriatic 1944・Anzio 1944